# Сосуд Дьюара

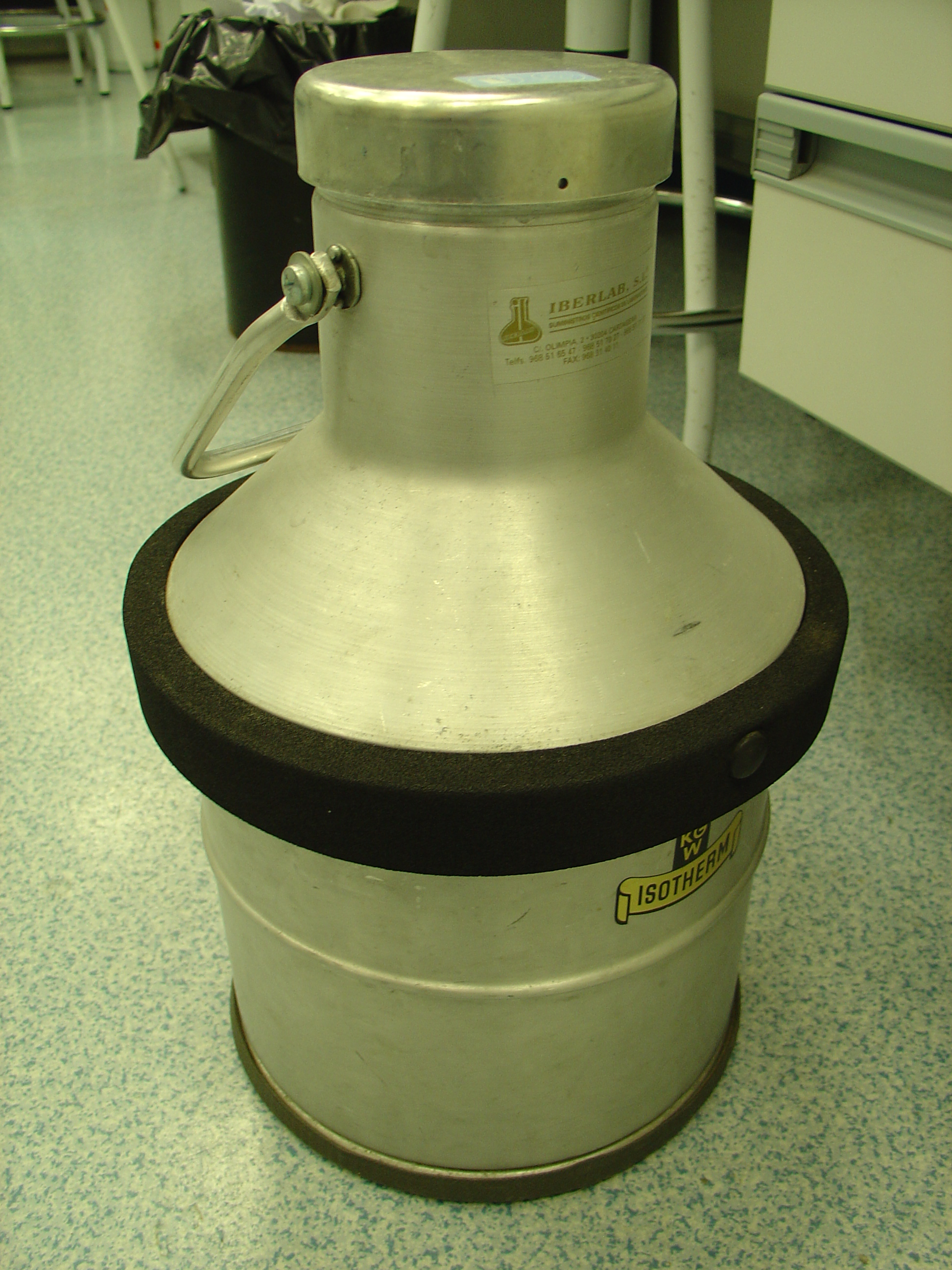
Сосуд Дьюара для хранения жидкого азота

Сосу́д Дью́ара — сосуд, предназначенный для длительного хранения веществ при повышенной или пониженной температуре.
Перед помещением в сосуд Дьюара вещество необходимо нагреть или охладить.
Постоянная температура поддерживается пассивными методами, за счёт хорошей теплоизоляции и/или процессов в хранимом веществе (например, кипения).
В этом основное отличие сосуда Дьюара от термостатов и криостатов.

## История изобретения
Первый контейнер для хранения сжиженных газов был разработан в 1881 году немецким физиком А. Ф. Вейнхольдом. Он представлял собой стеклянный ящик с двойными стенками с откачанным из межстеночного пространства воздухом и был использован физиками К. Ольшевским и С. Врублёвским для хранения жидкого кислорода.
Шотландский физик и химик сэр Джеймс Дьюар в 1892 году усовершенствовал стеклянный ящик Вейнхольда, превратив его в двустенную колбу с узким горлом для уменьшения испарения жидкости. Межстеночное пространство посеребрено и из него откачан воздух. Свой сосуд Дьюар впервые продемонстрировал перед аудиторией на публичной лекции 20 января 1893 года. Всю эту хрупкую конструкцию Дьюар подвесил на пружинах в металлическом кожухе. Благодаря своей разработке Дьюар первым смог получить и сохранить жидкий (1898) и даже пытался получить твёрдый (1899) водород.
Первые сосуды Дьюара для коммерческого использования были произведены в 1904 году, когда была основана немецкая фирма Thermos GmbH по производству термосов.

## Устройство
Оригинальный сосуд Дьюара представлял собой стеклянную колбу с двойными стенками, из пространства между которыми выкачан воздух.
Для уменьшения потерь тепла через излучение обе внутренние поверхности колбы были покрыты отражающим слоем. Дьюар использовал в качестве отражающего покрытия серебро.
Подобная конструкция применяется и в современных дешёвых бытовых термосах.

### Современные конструкции

Схема сосуда Дьюара
1 — подставка; 2 — вакуумированая полость; 3 — теплоизоляция; 4 — адсорбент; 5 — наружный сосуд; 6 — внутренний сосуд; 7 — горловина; 8 — крышка; 9 — трубка для вакуумирования

Современные сосуды Дьюара конструктивно выполнены несколько иначе.
Внутренний и внешний сосуды делают из алюминия или нержавеющей стали. Теплопроводность материала не важна, а прочность и вес играют большую роль.
Горловина соединяет внутренний и внешний сосуды. В дьюарах объёмом до 50 л внутренний сосуд крепится только на горловине и она испытывает большие механические нагрузки. Также к ней предъявляются высокие требования по теплопроводности. То есть горловина должна быть прочной, но тонкой. В обычных сосудах горловину делают из нержавеющей стали. В высококачественных сосудах Дьюара горловина изготовляется из прочного армированного пластика. При этом возникает проблема вакуумноплотного крепления металла и пластика.
Снаружи внутренний сосуд покрывается адсорбентом, который при охлаждении поглощает остаточные газы из вакуумной полости.
Для уменьшения теплопотерь внутренний сосуд покрывают дополнительной теплоизоляцией.
К крышке дьюара для снижения конвекционной теплопередачи прикрепляют пенопластовый цилиндр, который негерметично закрывает горловину.
Вакуумную полость откачивают до давления 10−2 Па. От серебрения внутренних поверхностей отказались и заменили его полировкой.
Современные сосуды Дьюара имеют низкие потери от испарения: от 1,5 % в сутки для больших ёмкостей до 5 % в сутки для малых объёмов.

### Гелиевые сосуды Дьюара

Схема сосуда Дьюара для гелия
1 — горловина для заливки азота; 2 — головка со штуцерами; 3 — горловина гелиевой ёмкости; 4 — ёмкость для жидкого азота; 5 — тепловые экраны; 6 — ёмкость для жидкого гелия; 7 — теплоизоляция; 8 — адсорбент

Гелий имеет очень маленькую теплоту испарения. Поэтому для снижения теплопотерь в гелиевых дьюарах применяются тепловые экраны, охлаждаемые жидким азотом. Экраны изготавливают из материалов, хорошо проводящих тепло (медь). Такой сосуд Дьюара имеет две горловины: для жидких азота и гелия. Гелиевая горловина оборудована специальными штуцерами для газосброса, подсоединения сифона, манометра, клапана. Гелиевый дьюар нельзя наклонять, он всегда должен находиться в вертикальном положении.
С развитием техники многослойной экранно-вакуумной термоизоляции на рынке появились предложения гелиевых сосудов Дьюара, в которых не используется охлаждение жидким азотом. По утверждениям производителей, в таких сосудах Дьюара потери на испарение составляют 1 % в день для ёмкостей на 100 л.

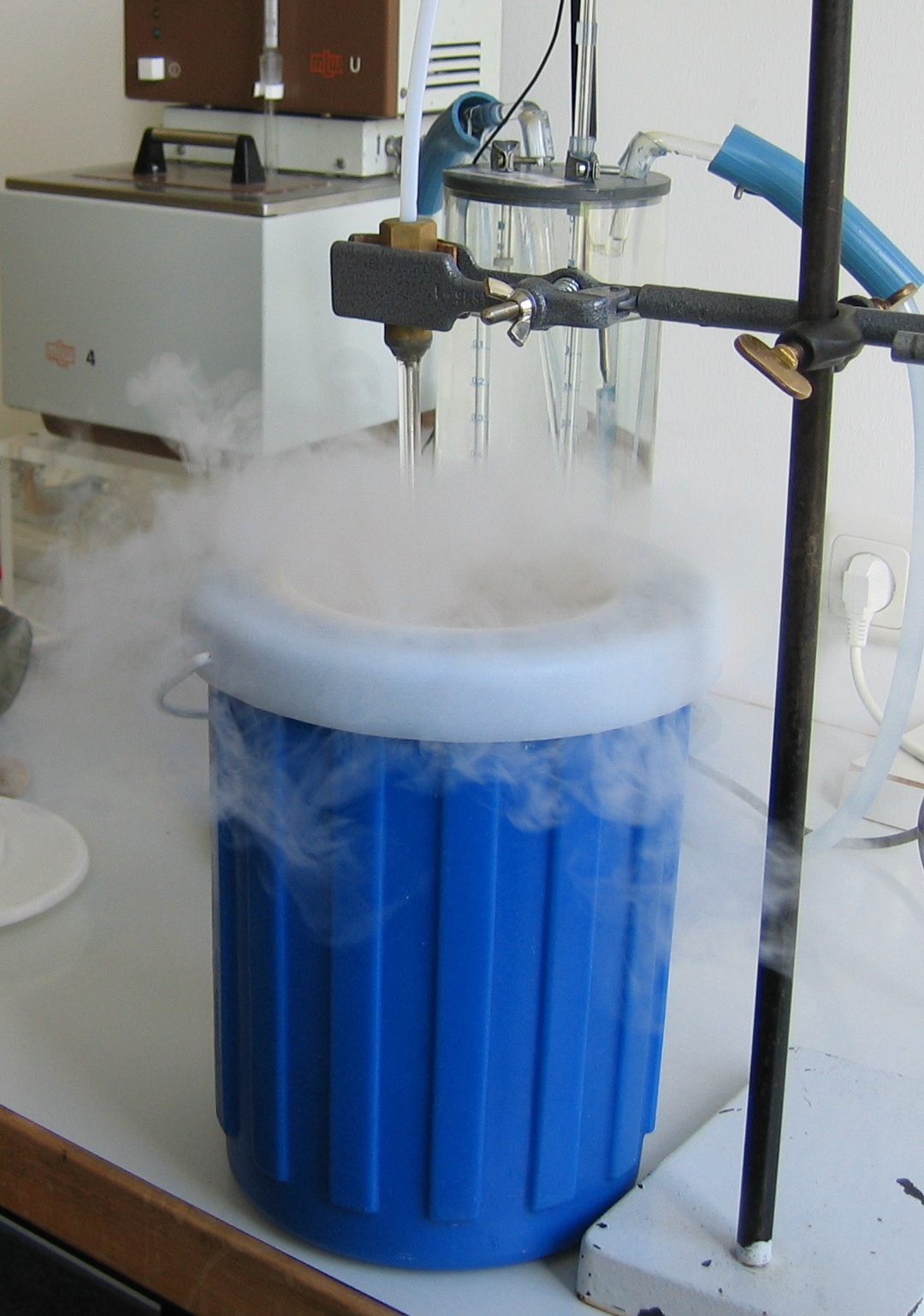
Азот испаряется из сосуда Дьюара

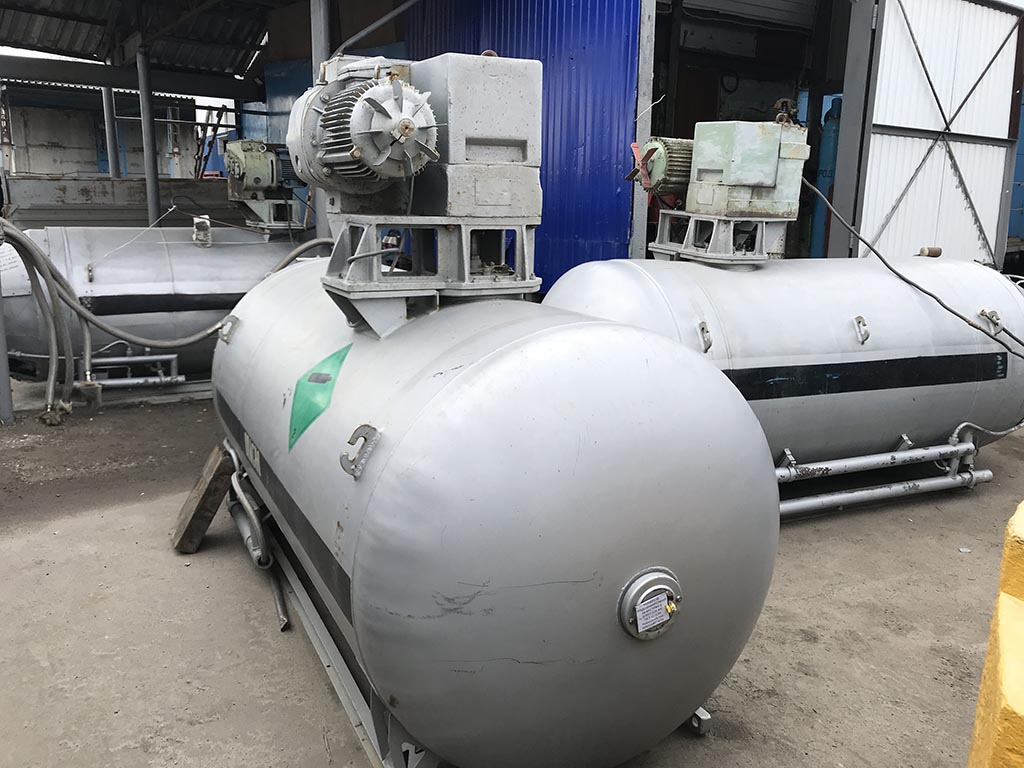
Сосуд Дьюара

## Назначение и применение
- Для сохранения температуры еды и напитков используются бытовые сосуды Дьюара — термосы.
- В лабораториях и в промышленности сосуд Дьюара используется для хранения криожидкостей, чаще всего жидкого азота.
- В медицине и ветеринарии специальные сосуды Дьюара используются для длительного хранения биологических материалов при низких температурах.
- В геофизике в сосуды Дьюара помещают электронные компоненты и кристаллы при работах в горячих скважинах (от 400К).
- В космонавтике. Детектор прибора NICMOS, установленного на космический телескоп Хаббл, был помещён в сосуд Дьюара с использованием в качестве хладагента азота в твёрдом состоянии.